# NGC 1752
NGC 1752 ist eine Balken-Spiralgalaxie vom Hubble-Typ SBc im Sternbild Eridanus am Südsternhimmel. Sie ist schätzungsweise 155 Millionen Lichtjahre von der Milchstraße entfernt und hat einen Durchmesser von etwa 120.000 Lichtjahren. Die Galaxie gilt als Mitglied der NGC 1752-Gruppe (LGG 126).
Im selben Himmelsareal befinden sich u. a. die Galaxien NGC 1720 und NGC 1726.
Das Objekt wurde am 30. Dezember 1861 von Heinrich Louis d’Arrest entdeckt.

## NGC 1752-Gruppe (LGG 126)
| Galaxie  | Alternativname | Entfernung/Mio. Lj |
| -------- | -------------- | ------------------ |
| NGC 1752 | PGC 16600      | 155                |
| NGC 1779 | PGC 16713      | 143                |
| IC 401   | PGC 16672      | 145                |
| IC 402   | PGC 16742      | 144                |